# La Serpentine
Pour les articles homonymes, voir Serpentine.
La Serpentine est un sommet des Alpes valaisannes, en Suisse, situé dans le canton du Valais, qui culmine à 3 791 m d'altitude.
Située au sud du mont Blanc de Cheilon et au sud-ouest de la Pigne d'Arolla, la Serpentine est encerclée de glaciers, dont le glacier de la Serpentine à l'ouest et le glacier du Brenay au sud et à l'est.